# John Wesley Harding (album)
John Wesley Harding je osmé studiové album Boba Dylana, vydané 27. prosince 1967 u Columbia Records. Album produkoval Bob Johnston. Podle skladby „The Ballad of Frankie Lee and Judas Priest“ se později pojmenovala heavy metalová skupina Judas Priest. V roce 2003 se album umístilo na 301. pozici v seznamu 500 nejlepších alb všech dob časopisu Rolling Stone.

## Seznam skladeb
Všechny skladby napsal Bob Dylan.
| Pořadí         | Název                                      | Délka |
| -------------- | ------------------------------------------ | ----- |
| 1.             | John Wesley Harding                        | 2:58  |
| 2.             | As I Went Out One Morning                  | 2:49  |
| 3.             | I Dreamed I Saw St. Augustine              | 3:53  |
| 4.             | All Along the Watchtower                   | 2:31  |
| 5.             | The Ballad of Frankie Lee and Judas Priest | 5:35  |
| 6.             | Drifter's Escape                           | 2:52  |
| 7.             | Dear Landlord                              | 3:16  |
| 8.             | I Am a Lonesome Hobo                       | 3:19  |
| 9.             | I Pity the Poor Immigrant                  | 4:12  |
| 10.            | The Wicked Messenger                       | 2:02  |
| 11.            | Down Along the Cove                        | 2:23  |
| 12.            | I'll Be Your Baby Tonight                  | 2:34  |
| Celková délka: | Celková délka:                             | 38:24 |

## Sestava
- Bob Dylan – zpěv, harmonika, kytara, klávesy, piáno
- Pete Drake – pedálová steel kytara
- Charlie McCoy – baskytara
- Kenneth A. Buttrey – bicí